# 피치카토 파이브
피치카토 화이브(Pizzicato Five)는 후기 구성원인 고니시 야스하루(小西 康陽)와 노미야 마키 (野宮 真貴)로 유명한 일본의 음악 그룹이다. 1984년에 고시니 야스하루와 다카나미 게이타로, 가모미야 료, 사사키 마미코 4명으로 결성되었다.

## 같이 보기
- 오리지널 러브